# 池田池公園
池田池公園（いけだいけこうえん）は、愛媛県の新居浜市船木の池田池周辺に作られた都市公園（風致公園）である。

## 池田池公園の概要
池田池は天平勝宝8歳（756年）、奈良東大寺諸国庄々文書の中に「池地3町6反110歩柏坂の古池」と誌してあり、その時すでに古池だったと思われる。明暦元年（1655年）西条藩主（一柳直興）が亀山八郎右衛門に改修を命じる。改修後の寛文9年（1669年）8月12日、堤防が決壊し甚大な被害が出る。翌年には修復工事に着手し、2年後に完了した。その時点で池の周り18町・長さ106間・幅72間・土手120間となる。元禄元年（1688年）に水路を東田から国領川を横切り高柳にまわし城下をへて岡崎にまでまわしたとある。
1952年（昭和27年）、池田池は川東4ケ村から船木村の所有となる。船木村の編入合併に伴い、1955年（昭和30年）に新居浜市の所有となる。1957年（昭和32年）大改修に着手し、1965年（昭和40年）に竣工。この間、1962年（昭和37年）11月に池は新居浜市より改良区に譲渡された。
1983年（昭和58年）から1992年（平成4年）まで、池田池公園整備事業が行われた。
なお、花菖蒲園が6月頃見頃になり、菖蒲まつりがある。

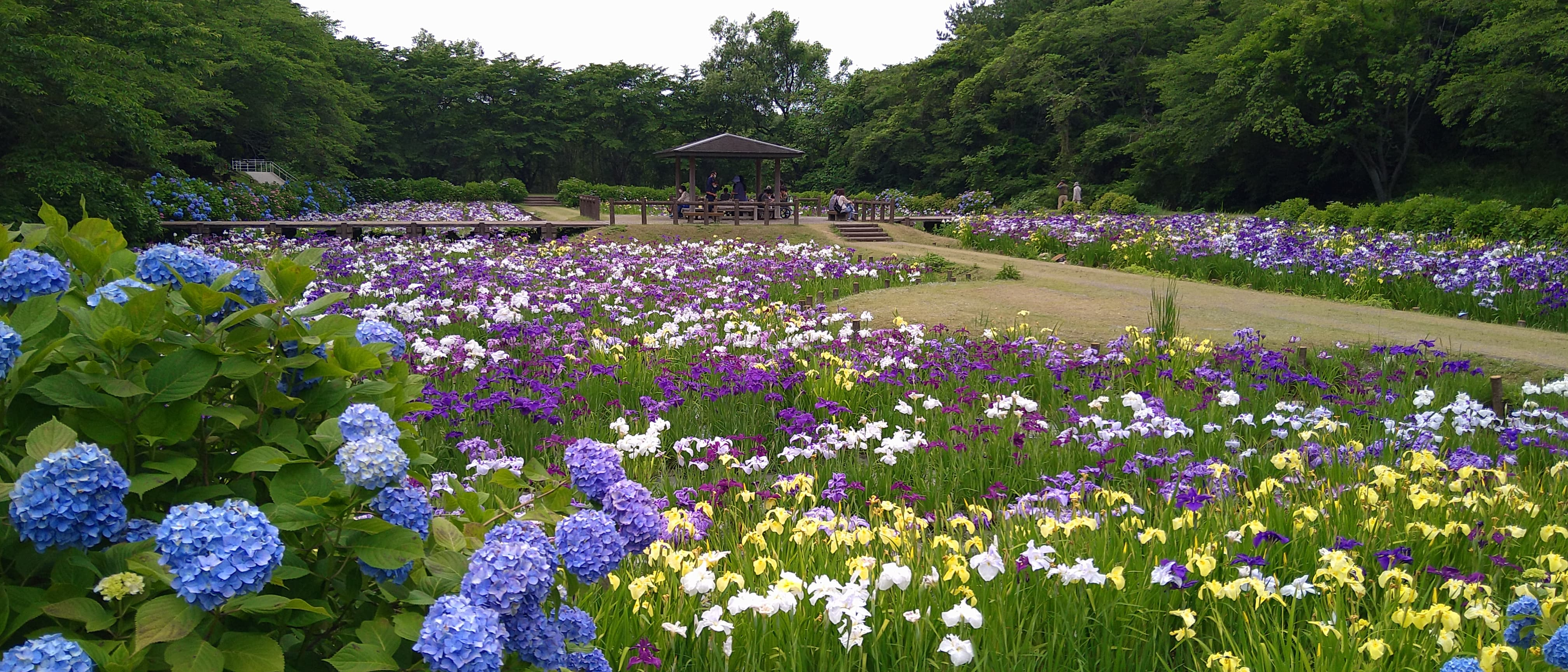
池田池公園 菖蒲園

所在地：愛媛県新居浜市船木字上原甲1538番1北緯33度56分19.63秒 東経133度20分23.48秒 供用面積：22.14ヘクタール

## 市内の他の公園
この池田池公園のほかに、滝の宮公園、広瀬公園、マリンパーク新居浜、そして、別子山地区には、森林公園ゆらぎの森、また、以下の公園が新居浜市にはある。

### 山根公園
1984年（昭和59年）度から、当初は地区公園として整備に着手されたが、昭和天皇在位60年記念事業と市制施行50周年記念事業の一環として1988年（昭和63年）度に6.1ヘクタールから10.2ヘクタールの総合公園へと拡張された。
体育館・屋内温水プール・グラウンド・テニスコート・子供用遊具ゾーンが備えられ、グラウンド観覧席（山根競技場観覧席・国登録有形文化財）の上には東屋のある日本庭園があり、その横には大山積神社と別子銅山記念館が隣接し合わせて散策ができる。さらに県道47号の入口からのゆるやかな遊歩道または前述の日本庭園からの急斜面を登る道を15分登ればエントツ山（旧山根製錬所煙突・国登録有形文化財）まで行け、さらに10分で大山積神社奥宮がある。その奥宮の背後右からまたは奥宮前の直登道は鉄塔のある白いベンチの場所で合流し、それから尾根筋を上り最後はロープを頼りに上がると奥宮から約20分で生子山城跡（標高約280m）に到着、その上のピークに四等三角点板ノ本300.5ｍがある。さらに50分で犬返し、と体力に応じたウォーキングができる。
なお、ここのグラウンドでは毎年10月17日午後には秋祭りで、上部の太鼓台約20台が集結して「かきくらべ」が行われる。
所在地：愛媛県新居浜市角野新田町3丁目北緯33度55分20.9秒 東経133度18分35.64秒
駐車場は西からの進入路の先と、東側に大駐車場がある。さらに満車の時は国領川河川敷に駐車できる。

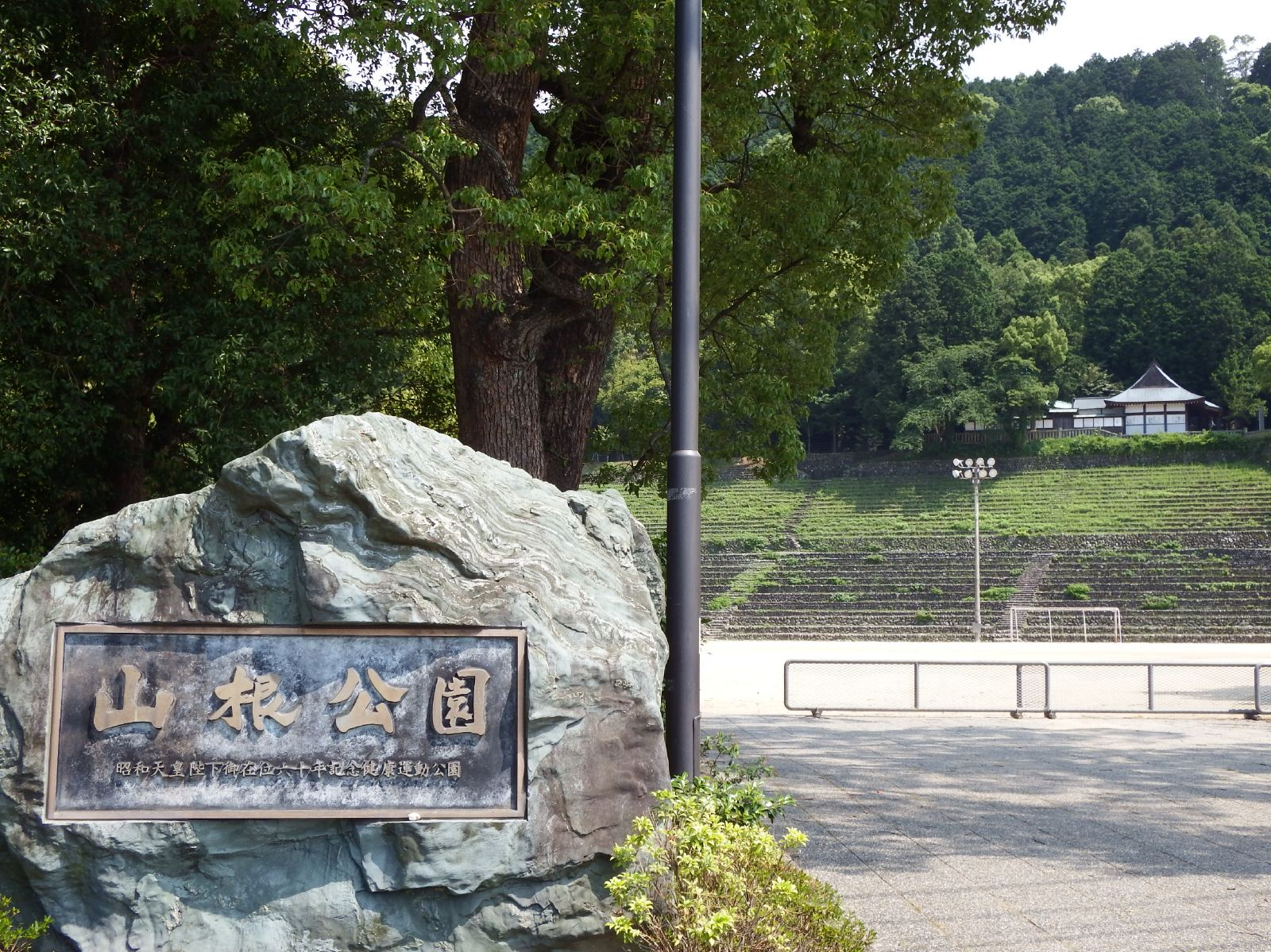
入口から
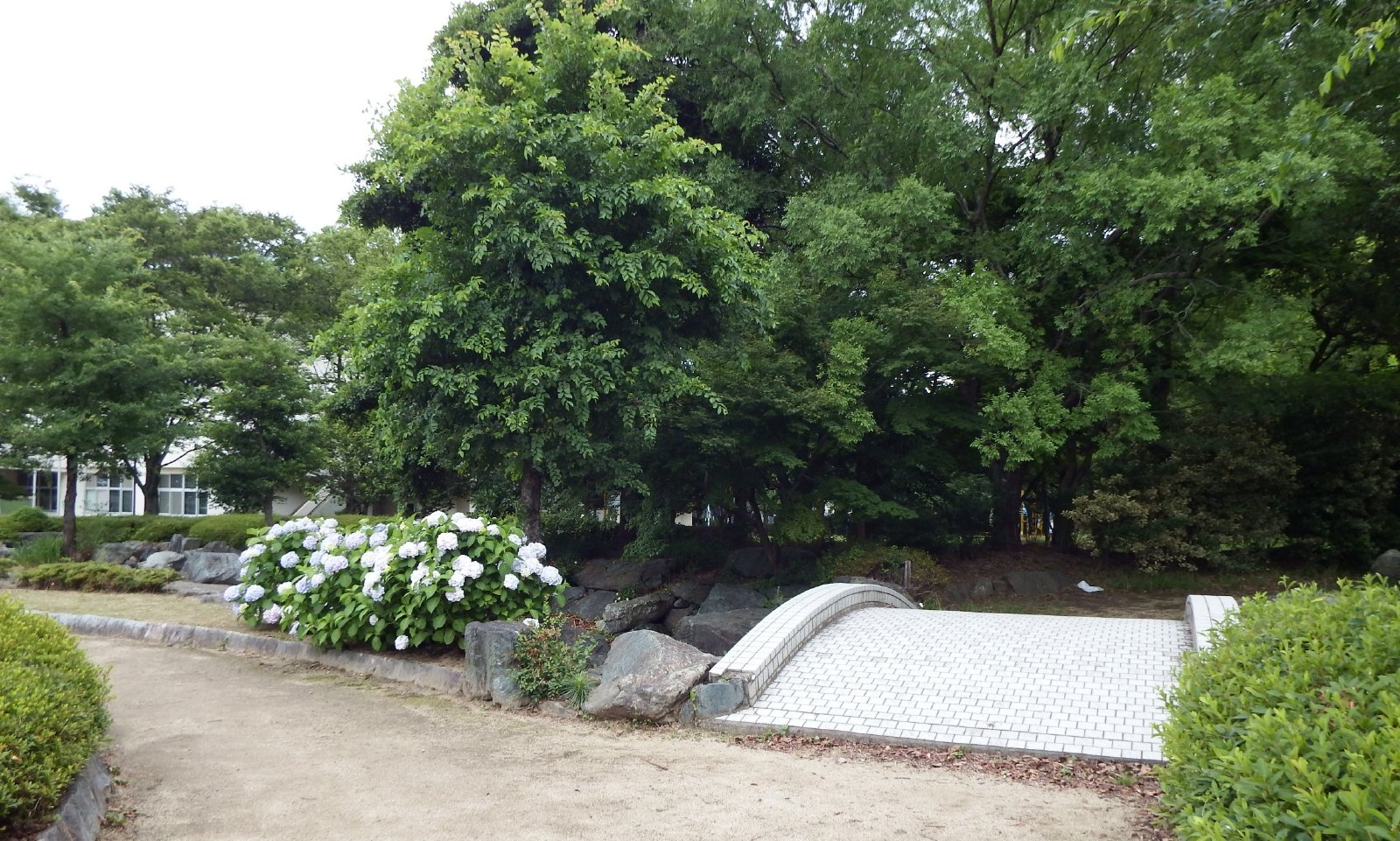
庭園
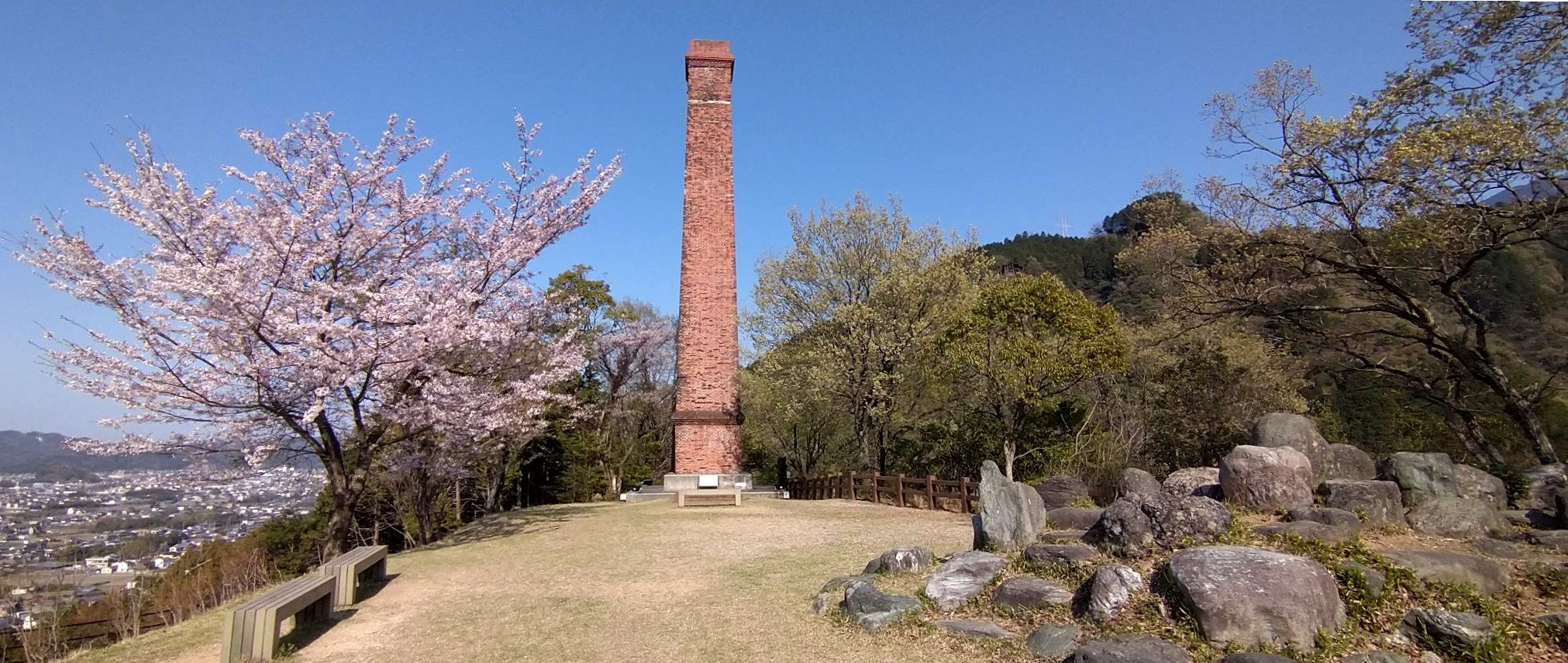
エントツ山
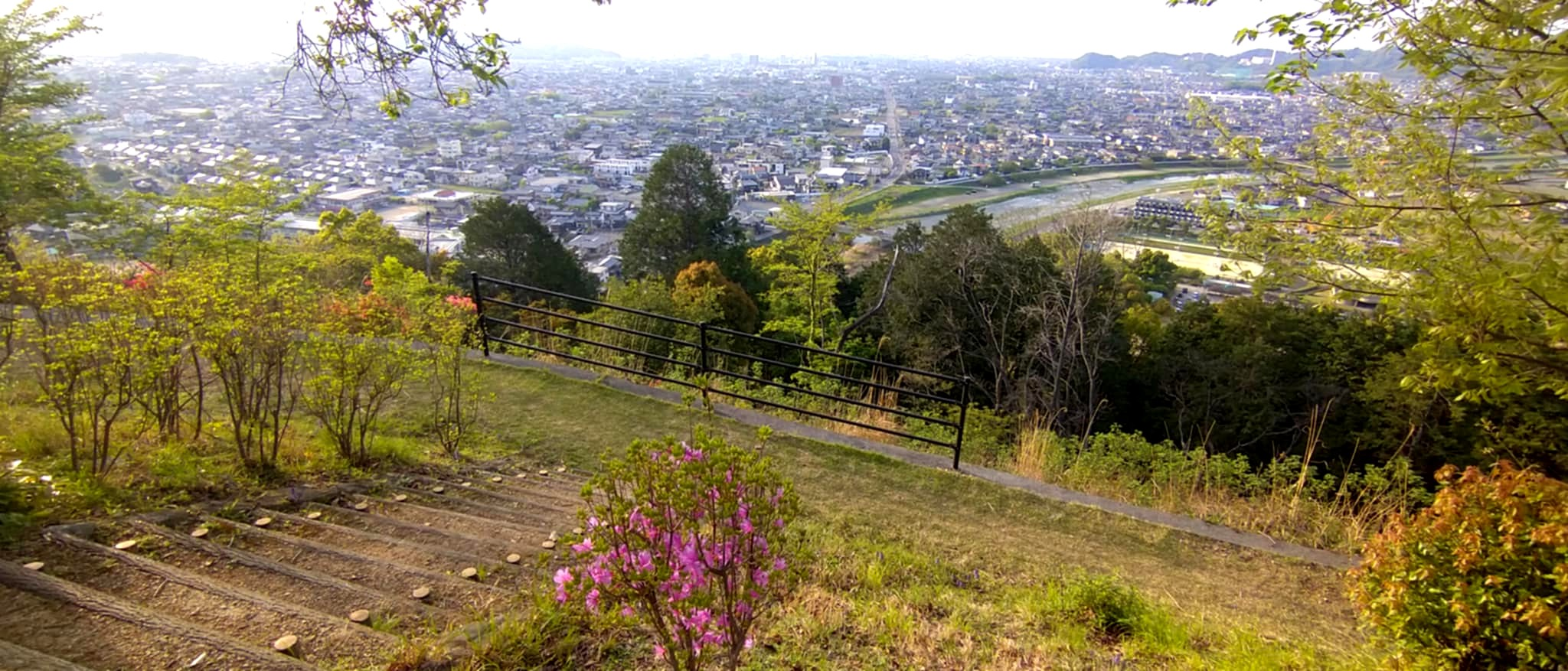
えんとつ山からの景色
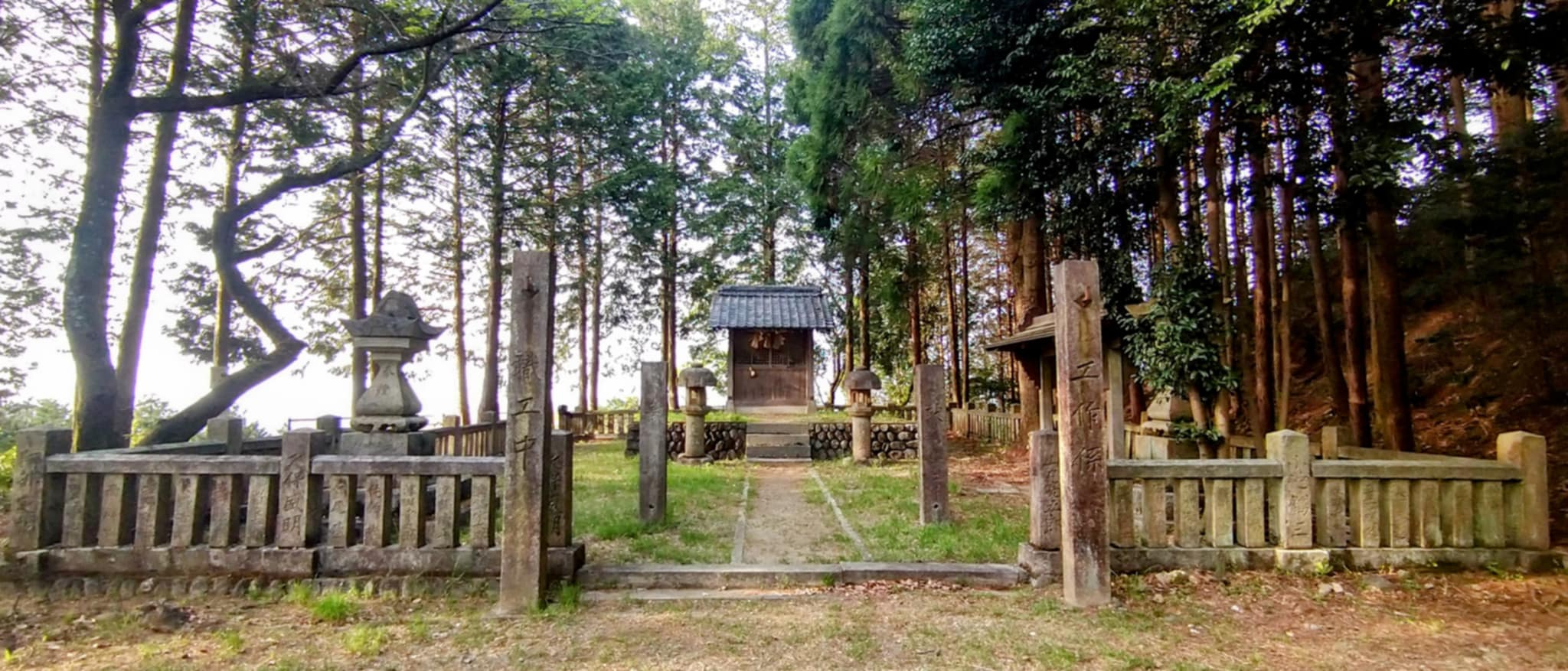
大山積神社奥宮
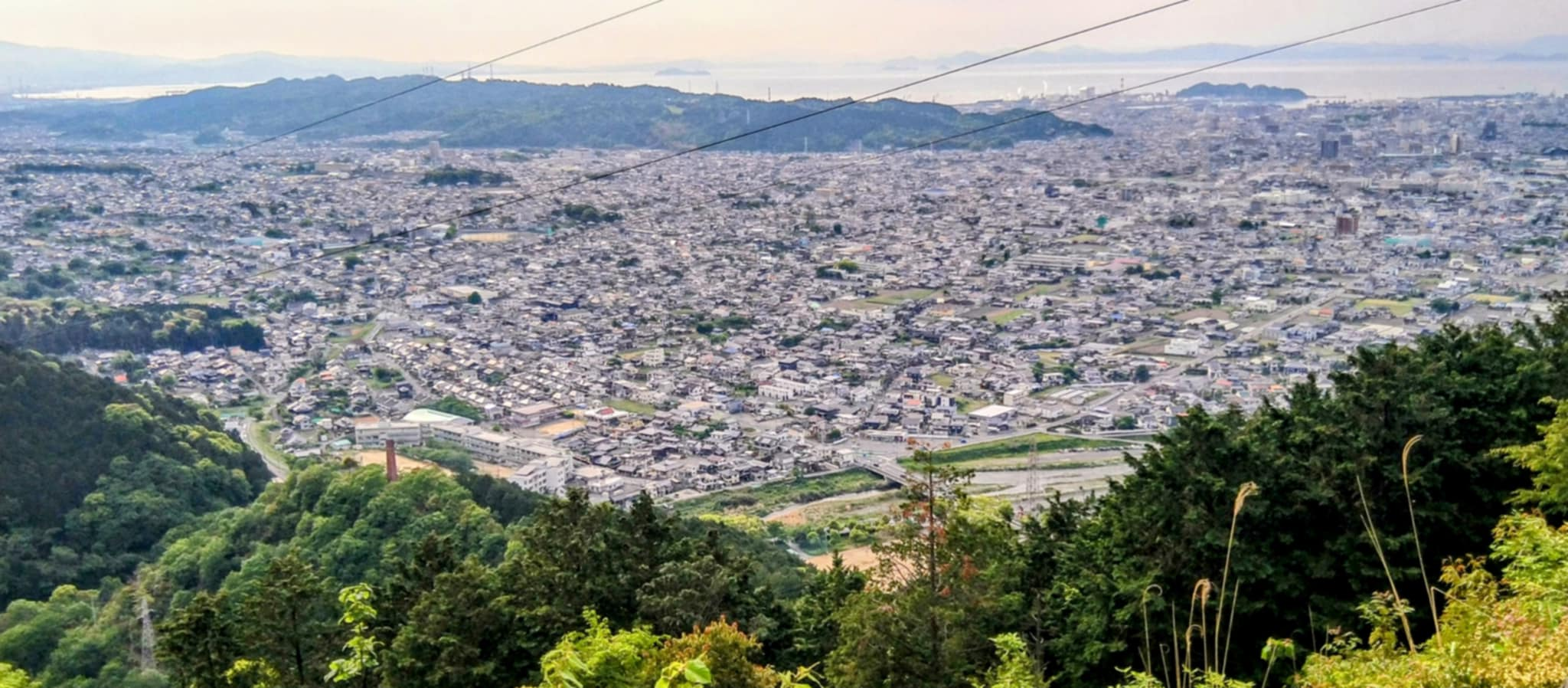
生子山城跡から北西方向
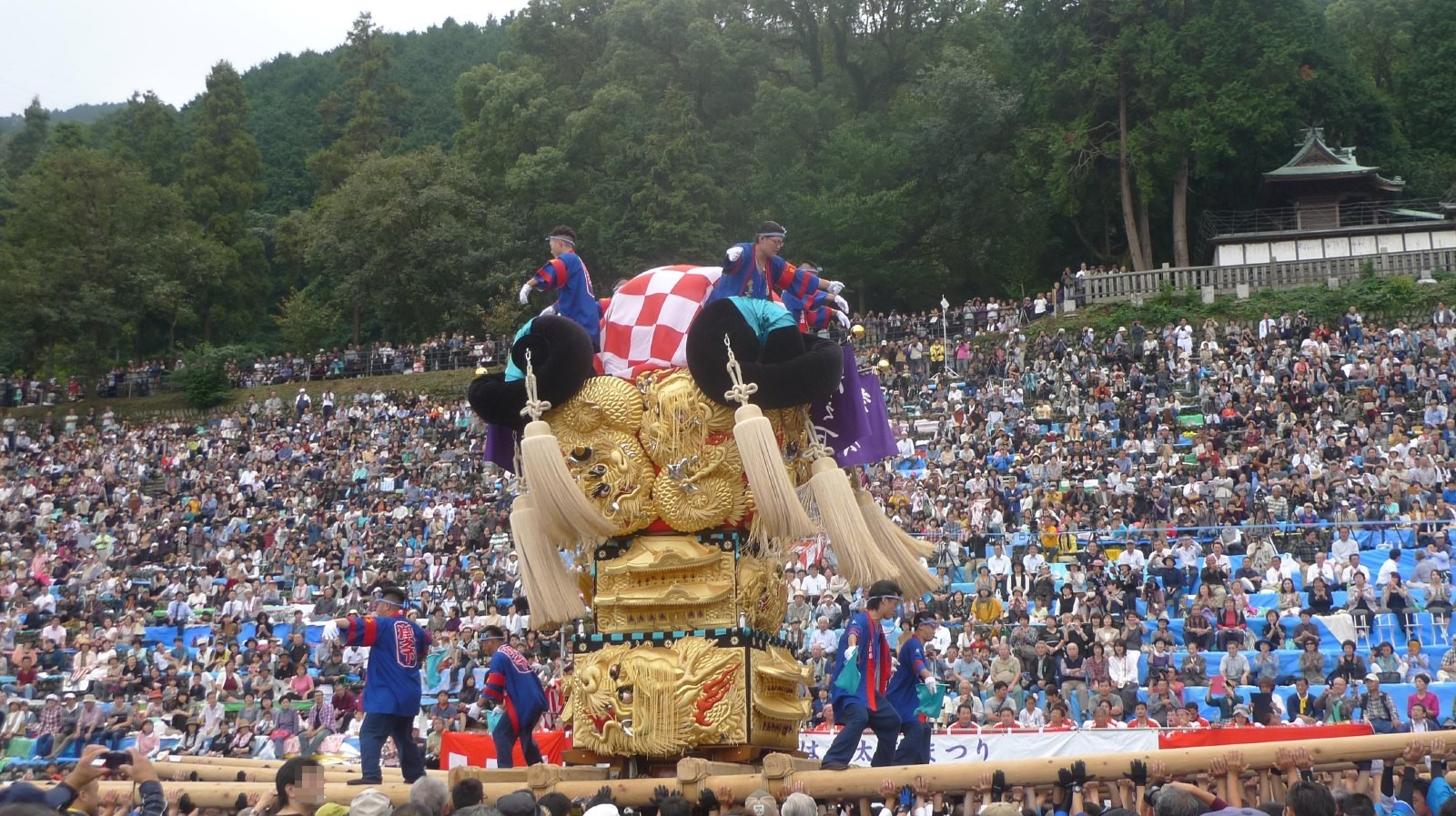
グラウンド

### 市民の森
新居浜市の東端の山中にある。えひめ森林浴八十八ヶ所81番として愛媛県が2003年（平成15年）3月に指定した。学習館は樹木の学習教材があり木とふれあえる。学習館（午前9時から午後4時30分まで、1月4日から12月28日まで開館、無料）
キャンプ場部分だけで総面積：約1500平方メートル 設営可能テント数：30張 遊歩道全長：約8キロメートル
所在地：愛媛県新居浜市船木乙2-1北緯33度56分43.69秒 東経133度21分13.86秒

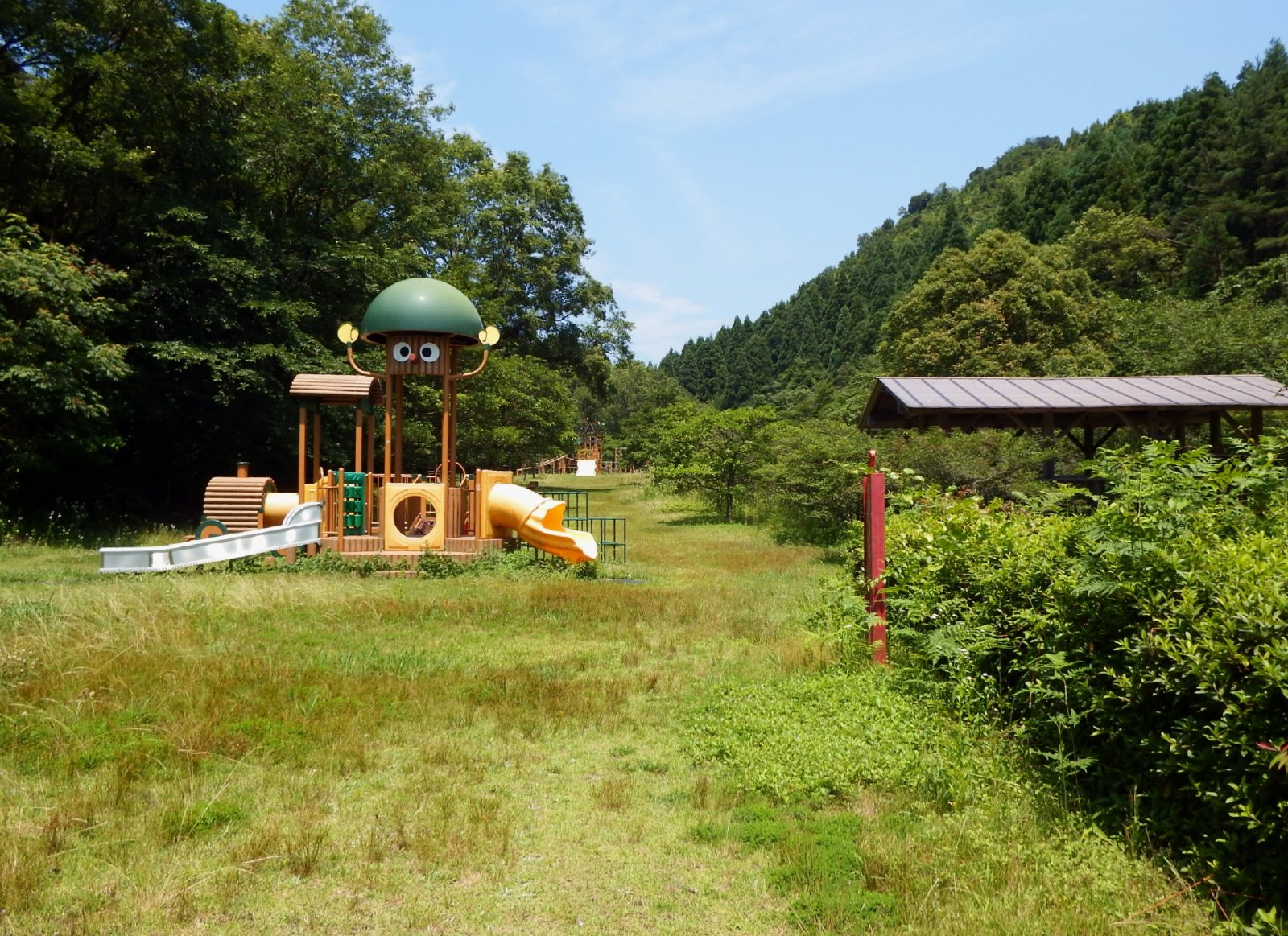
遊具ゾーン
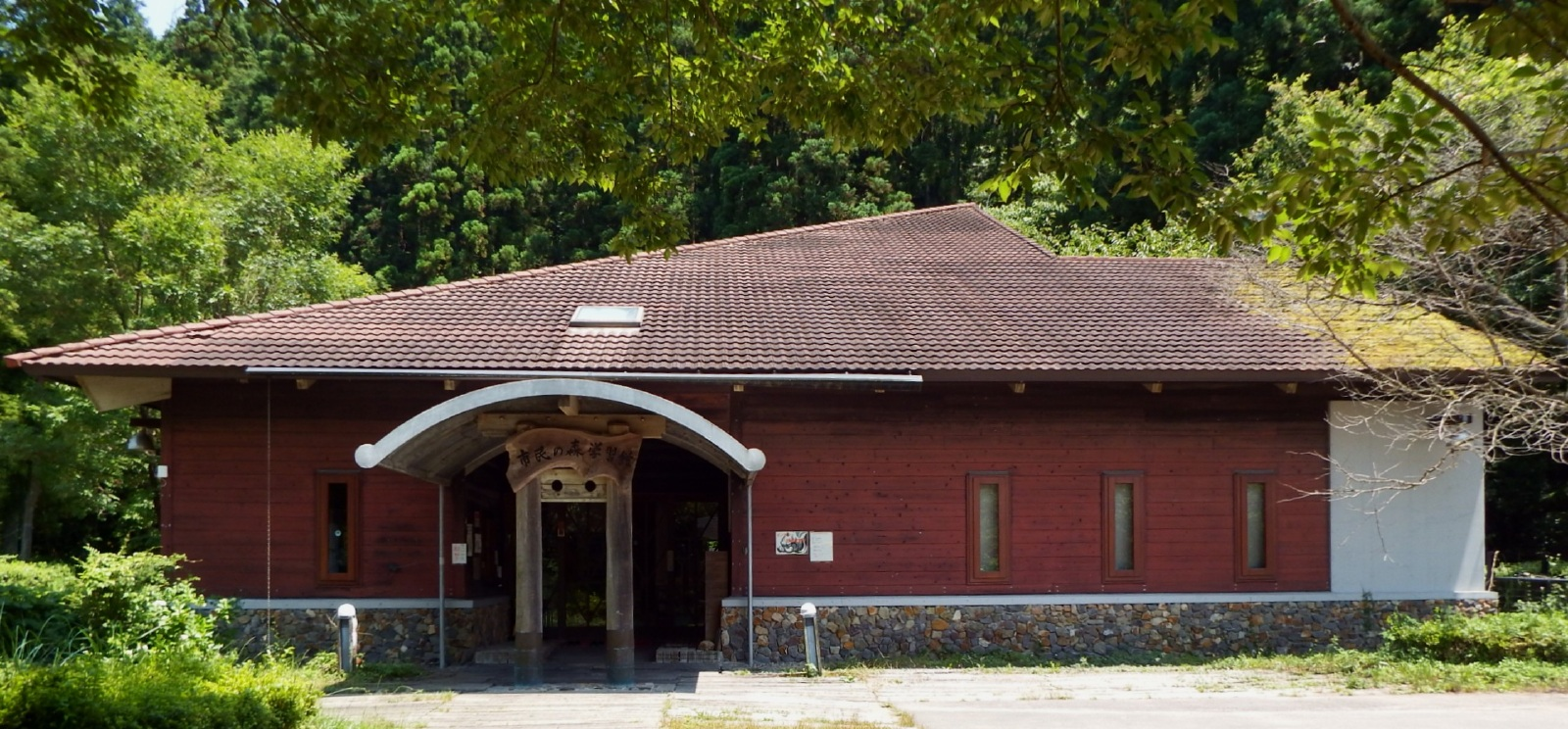
学習館

### 黒島海浜公園
黒島が埋め立てられ市内と陸続きになった海岸部に1981年（昭和56年）度より作られた風致公園で1988年（昭和63年）3月31日開設した。野外ステージやローラースケートおよびスケートボードのコート、バスケットのゴールリンク、各種遊具がある。キャンプ広場や展望広場にはローラースライダーがある。北西端にある展望台は昭和61年3月竣工の市内最大の展望台で太鼓台をモチーフにしている。
所在地：愛媛県新居浜市黒島二丁目12番北緯33度59分20.45秒 東経133度20分35.22秒 公園面積：12.55ヘクタール

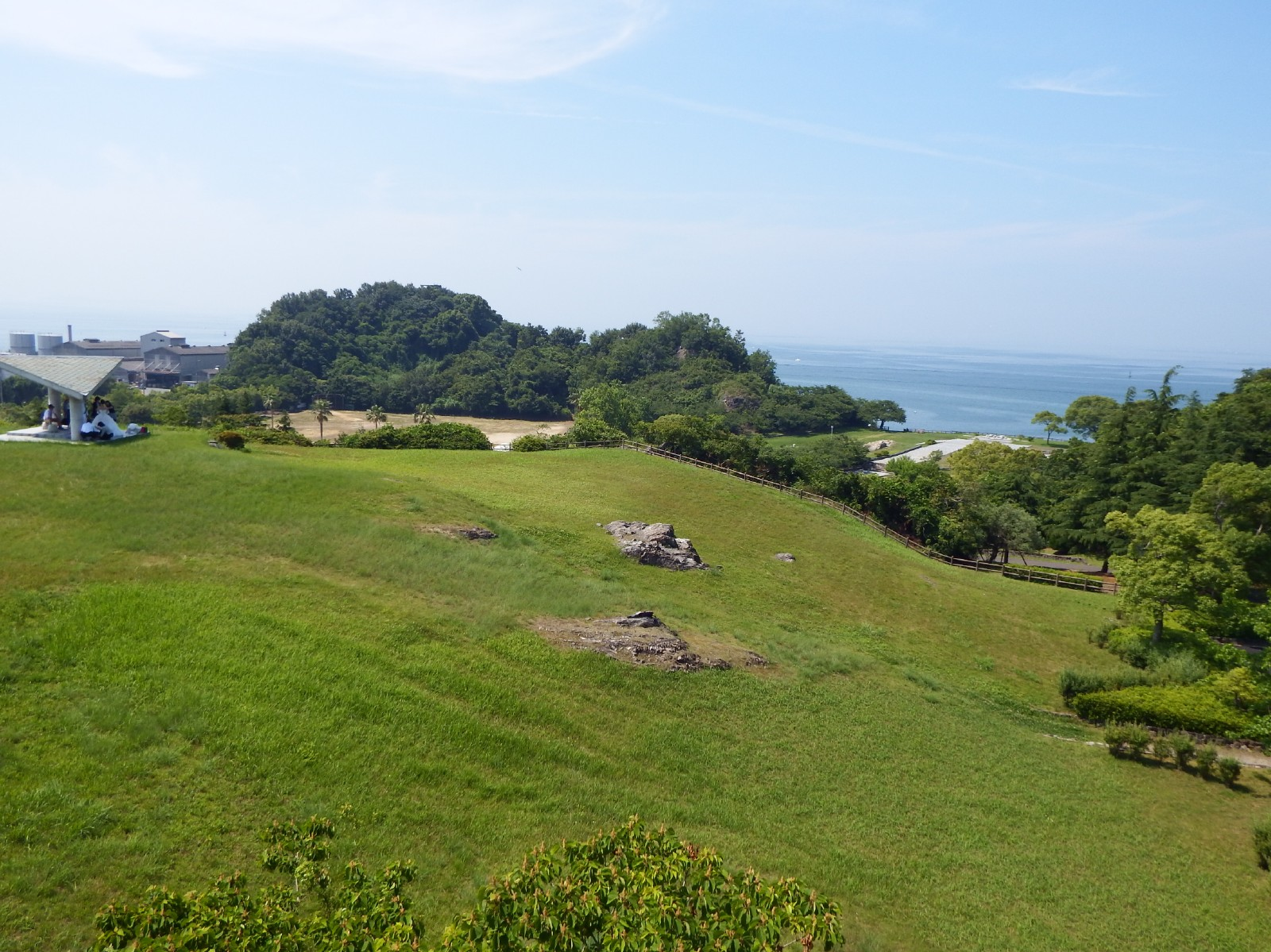
展望広場
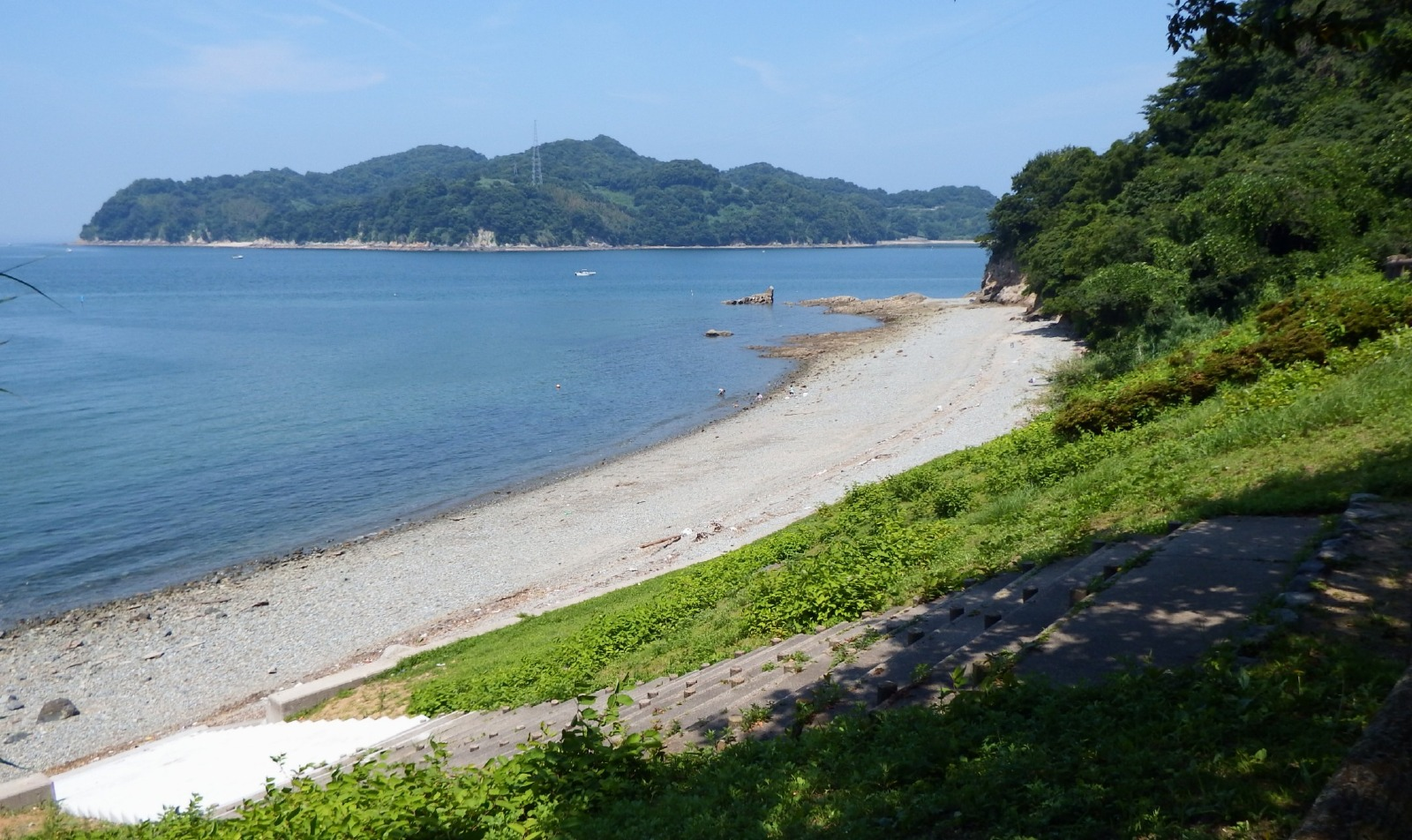
海岸部分
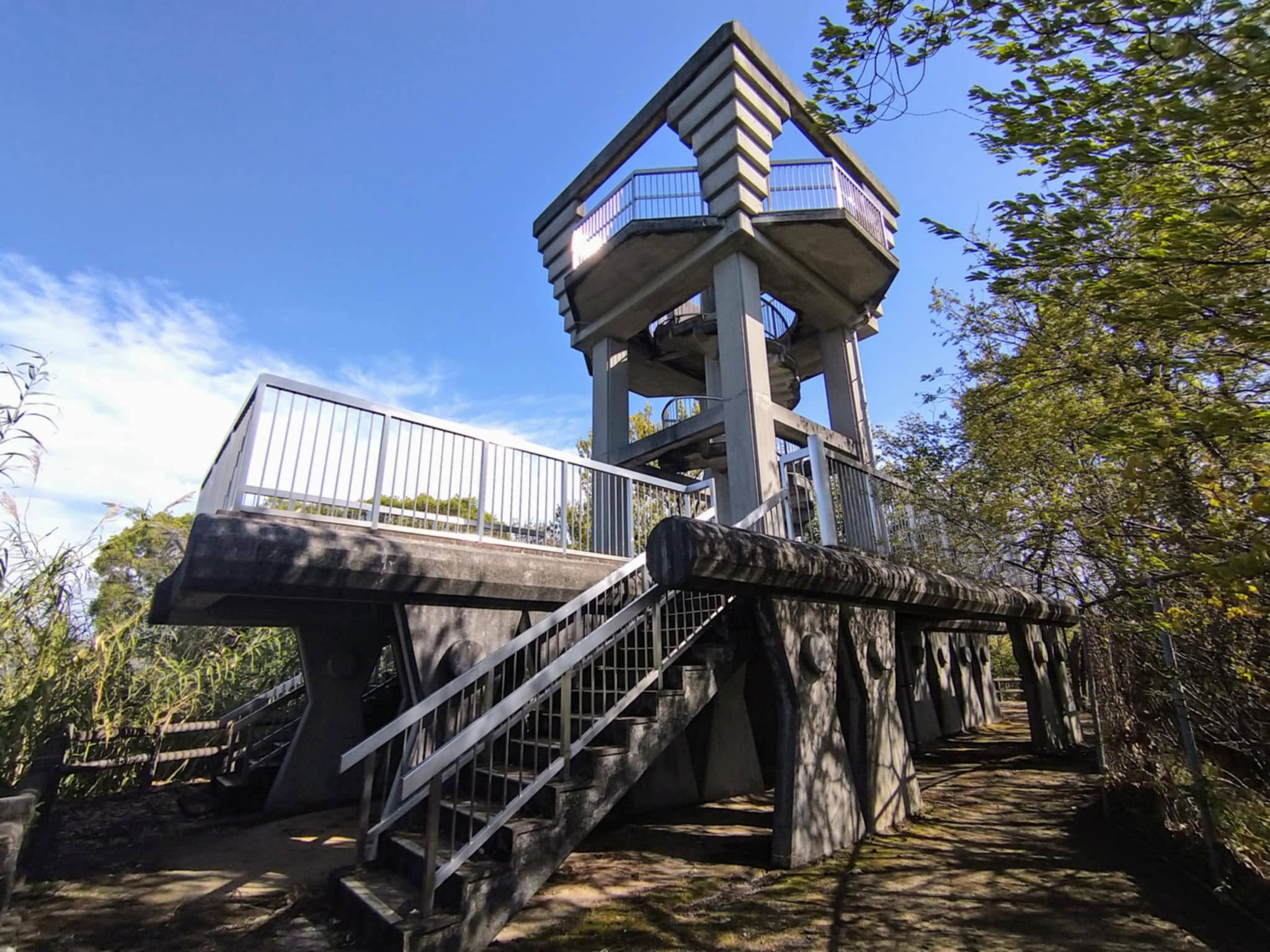
太鼓台の形の展望台
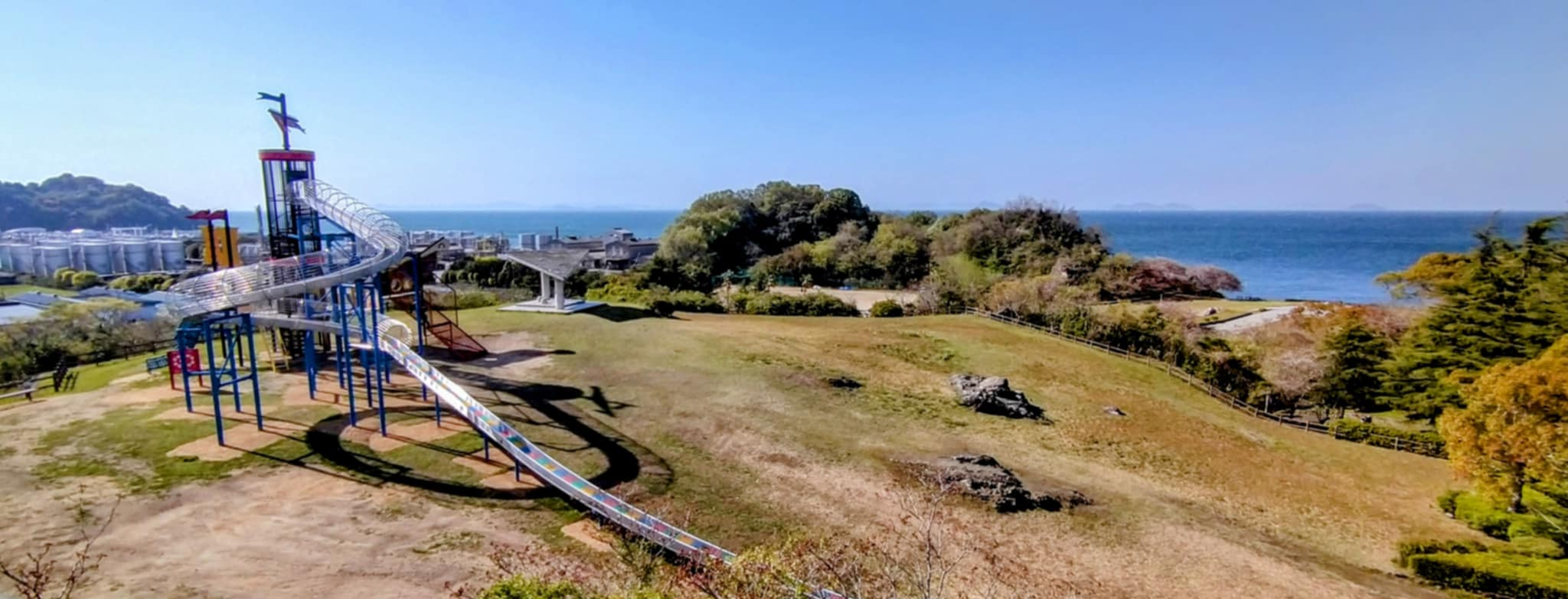
ローラースライダー

### 正光寺山古墳公園
新居浜市のほぼ中央にある小高い丘陵上にあった、古墳時代後期に造られた古墳群を新居浜市が公園として整備し2011年（平成23年）6月1日開設した。なお、新居浜市指定史跡に2013年（平成25年）3月13日「正光寺山古墳群」として指定された。
所在地：愛媛県新居浜市坂井町二丁目10番北緯33度57分1.37秒 東経133度17分47.05秒 公園面積：0.41ヘクタール

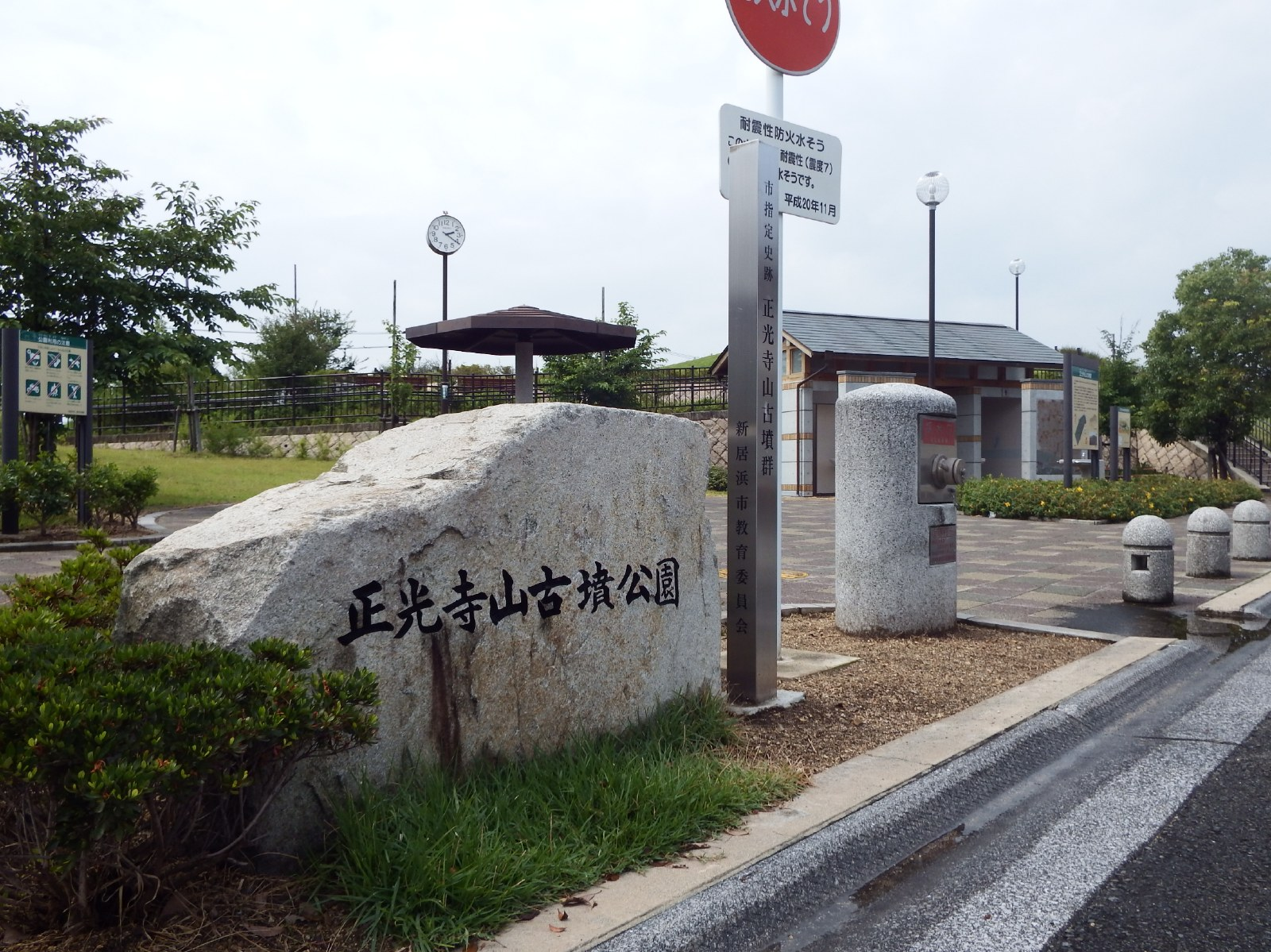
公園の入口
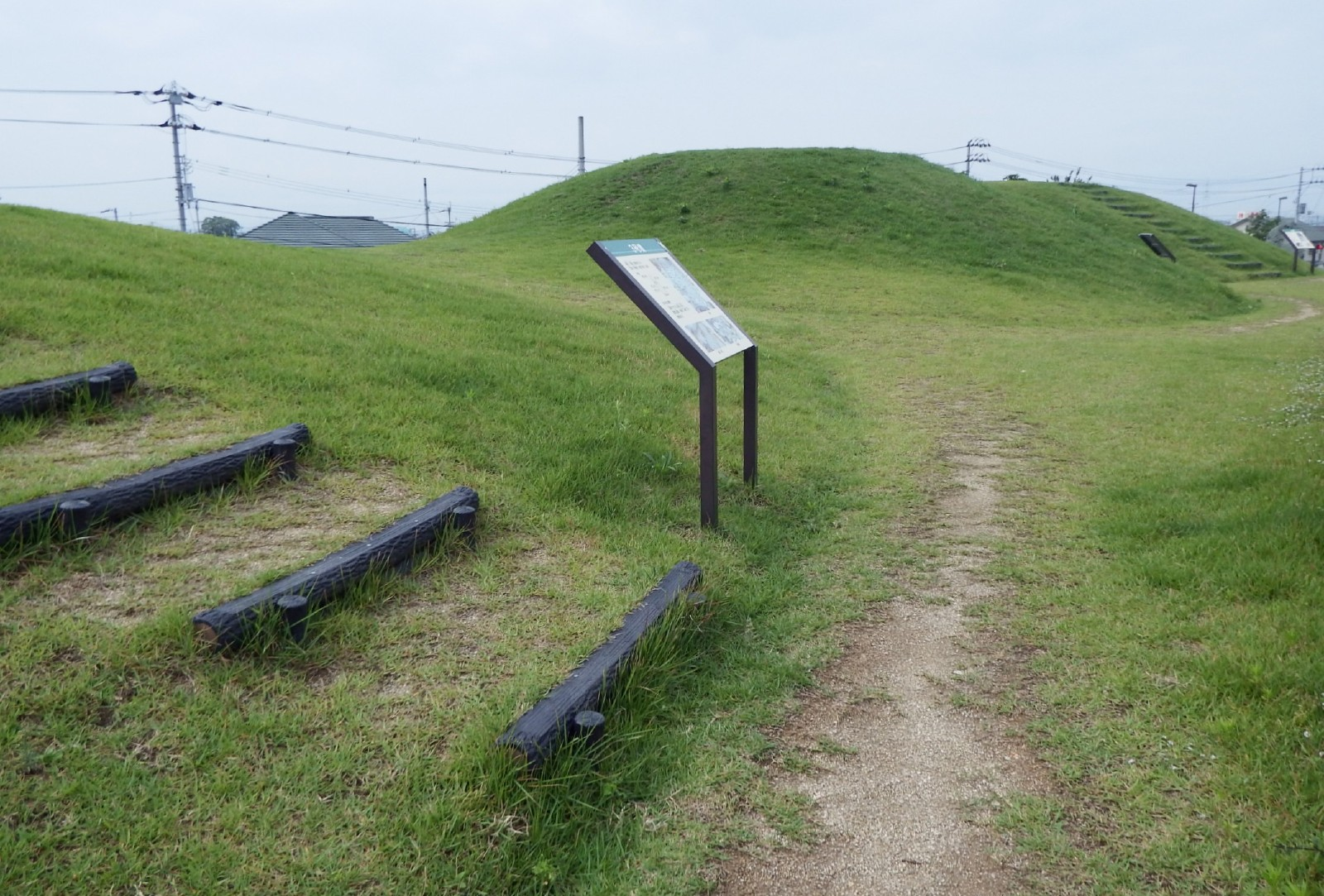
古墳公園の上

### 岡城館歴史公園
明治初期、多喜浜に3軒の塩田を有していた藤田家の跡地を当家から新居浜市に寄贈され改装し歴史公園として2014年（平成26年）4月26日に開設した。藤田家の先祖が郷山の岡崎城主であったことから岡城館（こうじょうかん）の名称になった。
所在地：愛媛県新居浜市楠崎一丁目8番北緯33度58分26.92秒 東経133度20分22.18秒 供用面積：0.60ヘクタール

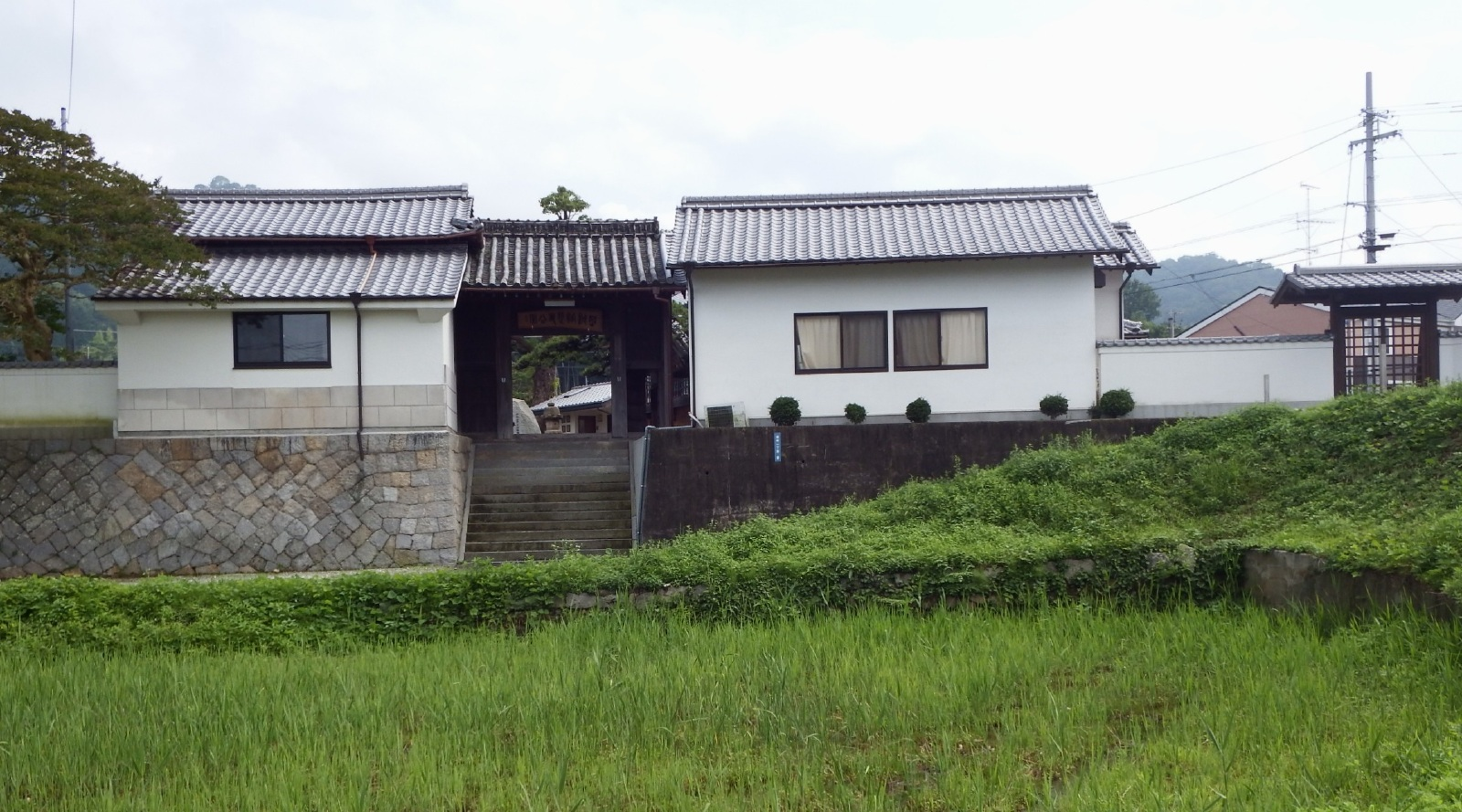
公園の外観
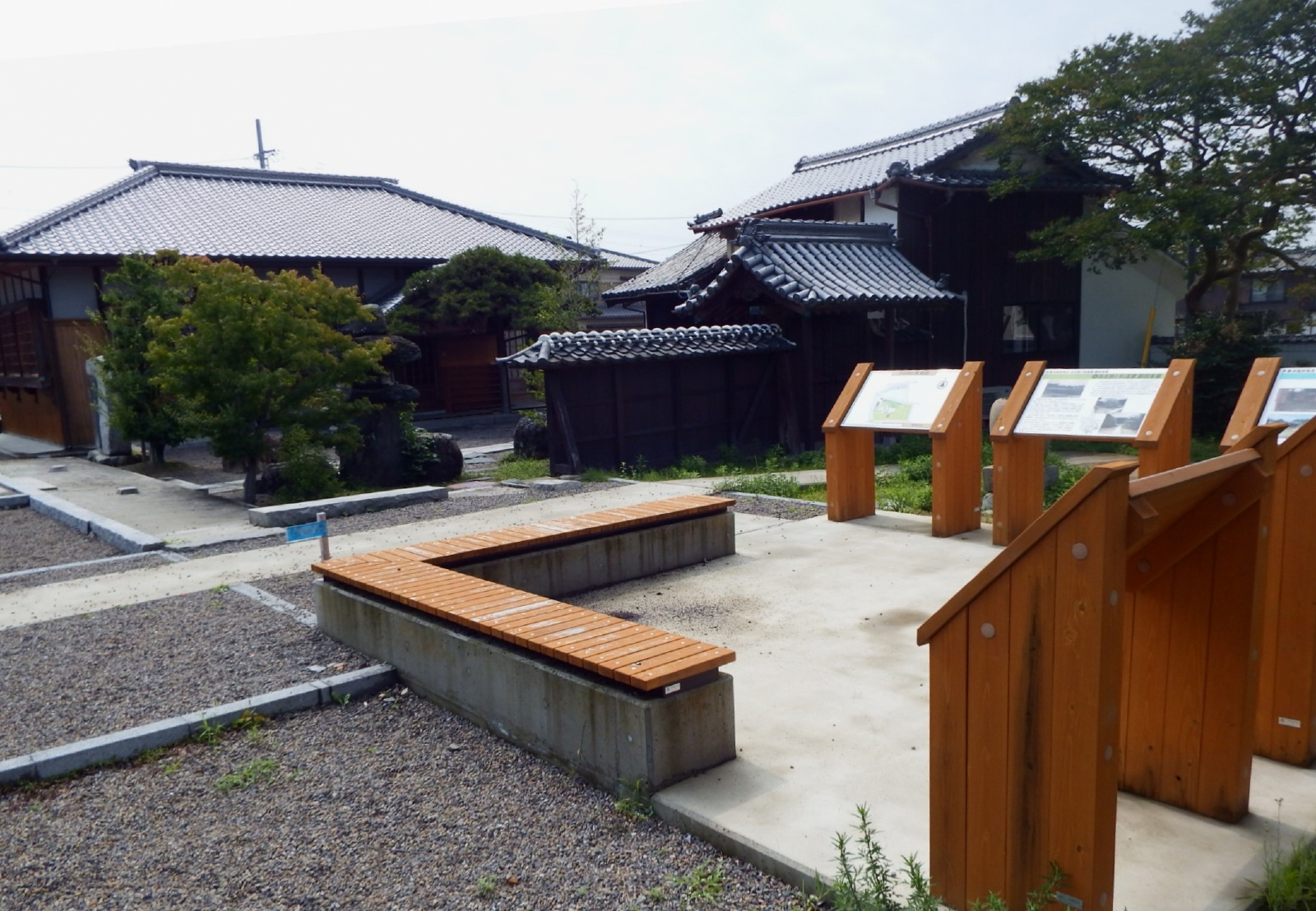
公園の内部